# فرناندو لئون بویسیر
فرناندو لئون بویسیر (اسپانیایی: Fernando León Boissier‎؛ زادهٔ ۲۸ مهٔ ۱۹۶۶) قایقران قایق بادبانی اهل اسپانیا بود.